# Flunsåsparken

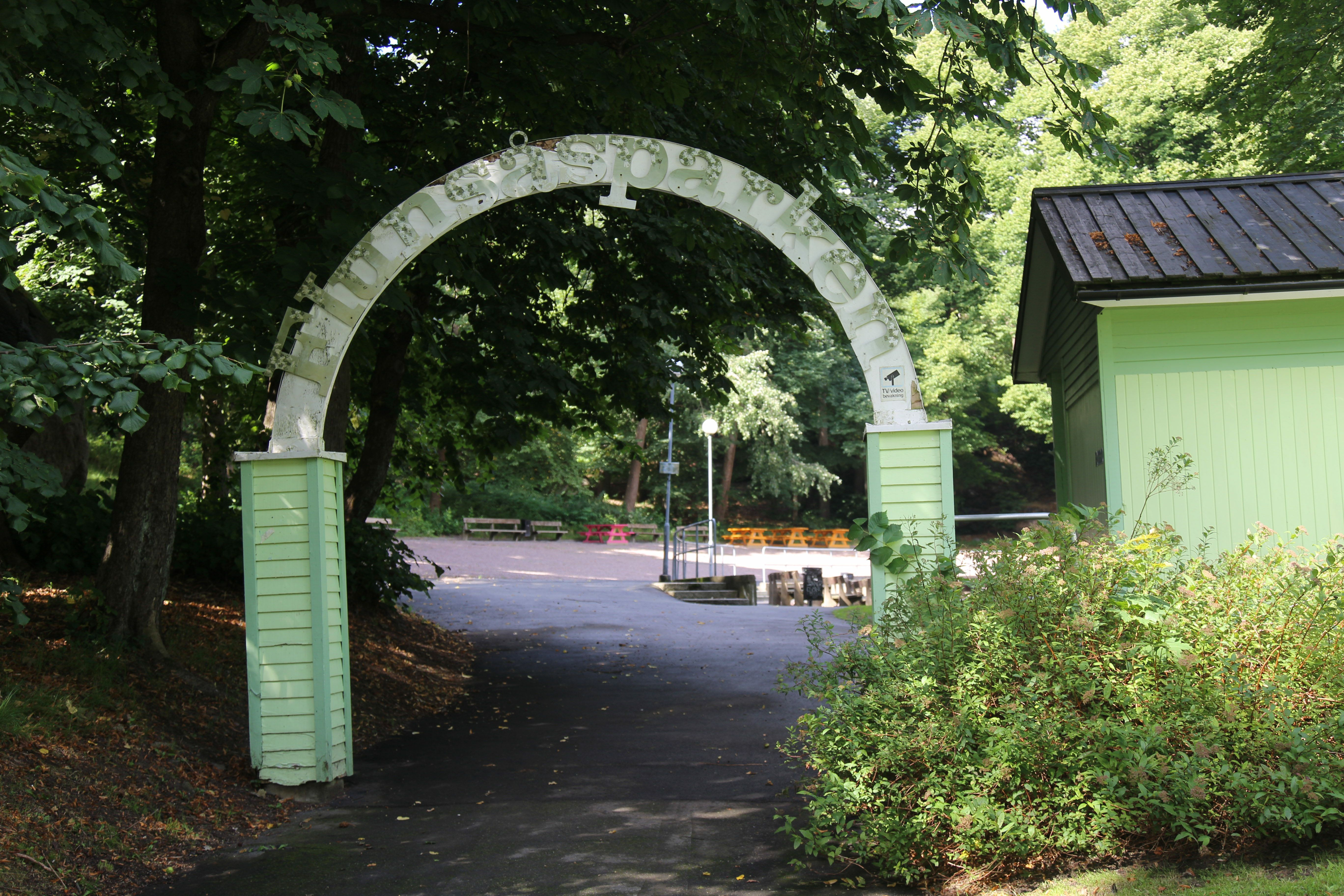
Entrén till parken.

Flunsåsparken är en folkpark centralt belägen på Hisingen, Göteborgs kommun. Den anlades på 1950-talet och har en yta på 3,6 ha.
Flunsåsparken är den enda folkparken i Sverige med fri entré, och har varit det sen den öppnades 1982.
Flunsåsparken förbinds med Backaplan genom det som i dagligt tal kallas Flunsåsstråket.

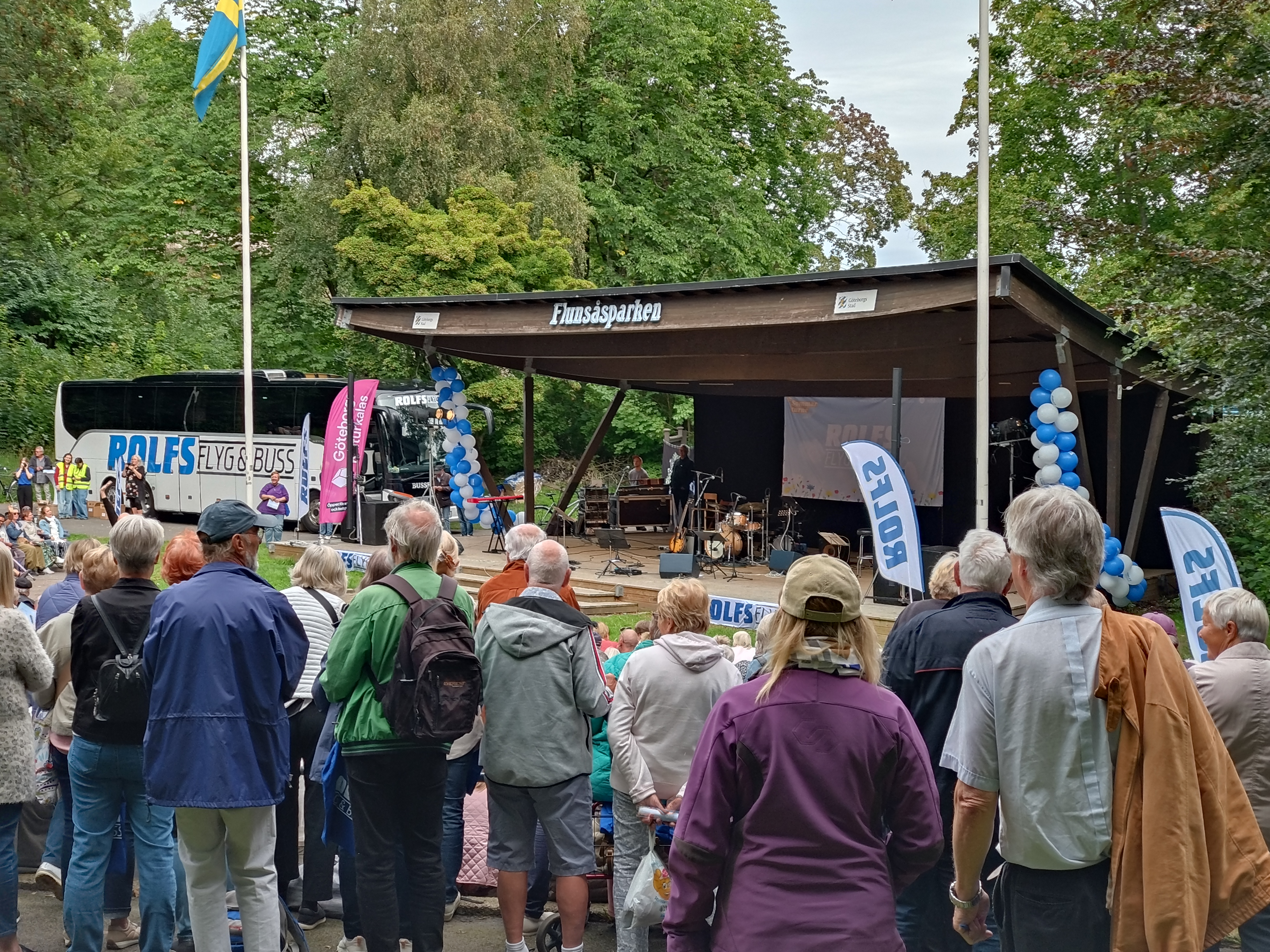
Flunsåsparkens scen inför allsångskväll